# Zlatan
Zlatan (kyrillisch: Златан), gelegentlich eingedeutscht als Slatan, ist ein slawischer männlicher Vorname mit der Bedeutung „golden“, eine Ableitung von slaw. zlato mit der Bedeutung „Gold“.

## Namensträger
- Zlatan Alomerović (* 1991), serbisch-deutscher Fußballspieler
- Zlatan Arnautović (* 1956), jugoslawischer Handballspieler
- Zlatan Azinović (* 1988), schwedischer Fußballspieler
- Zlatan Bajramović (* 1979), bosnisch-herzegowinischer Fußballspieler und -trainer
- Slatan Dudow (1903–1963), in Deutschland tätiger Filmregisseur und Drehbuchautor
- Zlatan Ibrahimović (* 1981), schwedisch-bosnischer Fußballspieler
- Zlatan Ljubijankič (* 1983), slowenischer Fußballspieler
- Zlatan Muslimović (* 1981), bosnischer Fußballspieler
- Zlatan Saračević (Leichtathlet) (* 1956), bosnischer Kugelstoßer
- Zlatan Saračević (Handballspieler) (1961–2021), kroatischer Handballspieler und -trainer
- Zlatan Siric (* 1942), deutscher Diplom-Sportlehrer, Trainer und Pädagoge kroatischer Herkunft
- Zlatan Stipišić Gibonni (* 1968), kroatischer Musiker und Komponist